# Hauptwil-Gottshaus
Hauptwil-Gottshaus é uma comuna da Suíça, no Cantão Turgóvia, com cerca de 1.857 habitantes. Estende-se por uma área de 12,5 km², de densidade populacional de 149 hab/km². Confina com as seguintes comunas: Bischofszell, Häggenschwil (SG), Muolen (SG), Waldkirch (SG), Zihlschlacht-Sitterdorf.
A língua oficial nesta comuna é o Alemão.